# 北欧の風 道の駅とうべつ
北欧の風 道の駅とうべつ（ほくおうのかぜ みちのえきとうべつ）は、北海道石狩郡当別町にある国道337号の道の駅である。

## 歴史
当別町がスウェーデンのレクサンドと姉妹都市になって交流していることから、施設や名称が北欧を意識したものとなっている。
- 2015年（平成27年）：国土交通省による重点「道の駅」選定[4]。
- 2016年（平成28年）：道の駅を管理運営する当別町地域商社・株式会社「tobe」（トゥビィー）設立。
- 2017年（平成29年）：9月23日道の駅オープン[5]。
- 2018年（平成30年）：「スウェーデン館」オープン[6]。
- 2023年（令和5年)　：道の駅アトリウム内にセブンイレブンオープン[7]。

## 施設
- 駐車場：80台
  - 普通車：32台
  - 大型車：44台
  - 身障者用：4台
- トイレ：37器
  - 男（小：13器、大：6器）
  - 女：16器
  - 多目的：2器
- アトリウム
- レストラン
- テイクアウトコーナー
- キッズコーナー
- 特産品ショップ（TOBEST SHOP）
- 情報発信コーナー
- 農産物直売所
- 交流広場
- スウェーデン館

## アクセス
国道337号（道央圏連絡道路）沿いに位置しており、札幌市中心部から車で約40分のアクセスとなっている。
- 当別ふれあいバス（西当別道の駅線）「北欧の風 道の駅とうべつ」停留所下車